# Ökohumanismus
Der Begriff Ökohumanismus bedeutet eine Verknüpfung der Idee des Humanismus mit der Ökologie. Hierbei wird von einer modernen Konzeption des Humanismus ausgegangen, in dem Sinne, dass es eine Befähigung des Menschen gibt, ein gutes Leben anzustreben und zu verwirklichen.
Der entscheidende Unterschied zu anderen Ausprägungen des Humanismus ist, dass im Rahmen des Ökohumanismus der Mensch als Teil des globalen Ökosystems angesehen wird, aus dem er im Zuge der Evolution hervorgegangen ist. Dies bedeutet, dass menschliches Wohlergehen, Grundbedingung für ein gutes Leben, nur erzielbar ist, wenn das globale Ökosystem funktionstüchtig ist. Hieraus kann ein ökologisches Primat abgeleitet werden. Gleichzeitig bedeutet das Konzept eine Verknüpfung der sozialen Frage mit der ökologischen.

## Begriffs- und Ideengeschichte
Die Verknüpfung von Ökologie und Humanismus im Sinne eines ökologischen Humanismus wurde mutmaßlich mehrfach und unabhängig voneinander vorgeschlagen. Die Bemühungen reihen sich in die Versuche ein, die Idee des Humanismus zu aktualisieren. Dabei geht es nicht mehr um die Verherrlichung antiker Kulturen oder Sprachen, die im Renaissance-Humanismus, aber auch noch im Neuhumanismus eine zentrale Rolle spielte.
Eine derartige Abgrenzung wurde bereits mehrfach vollzogen, u. a. in der existentialistischen Philosophie. Relevant ist die Zuwendung zur Eigenschaft der Menschlichkeit (lat. humanitas) und einer Philosophie, die es als legitim ansieht, das Wohlergehen des Menschen in den Mittelpunkt von individuellen und gesellschaftlichen Bestrebungen zu stellen.

### Deutschland
In Deutschland kam der erste Impuls aus dem Kreis von Denkern, die ab 1973 auf den Achberger Sommerkongressen nach einem Dritten Weg jenseits von Kapitalismus und Sozialismus suchten. Dazu gehörten der Soziologe Wilfried Heidt, Reformer des Prager Frühlings, der Politikwissenschaftler Ossip K. Flechtheim, der St. Galler Ökonom Hans Christoph Binswanger, der Künstler Joseph Beuys, Sprecher der anthroposophischen Bewegung und andere. Bei den Kongressen entstanden wesentliche Grundideen für die Gründung der Partei „Die Grünen“.
Mit dem 1981 von Wilfried Heidt herausgegebenen Buch Abschied vom Wachstumswahn: ökologischer Humanismus als Alternative zur Plünderung des Planeten wurde der Ökohumanismus in die Literatur eingeführt. Heidt sprach ab 1980 über den ökologischen Humanismus als den Dritten Weg, da sowohl Kapitalismus als auch Kommunismus gescheitert seien.

„Der Kapitalismus muss weg, und der Kommunismus muss weg, und ein Dritter Weg muss verwirklicht werden. Das ist die einzig wirkliche, die zeitgemäße Entspannungspolitik: Politik als Impuls der Wandlung des Menschen und der Gesellschaft, orientiert an den Ideen und Idealen eines neuen Prinzips, des Ökologischen Humanismus.“

In Deutschland wurde der Ökohumanismus in unregelmäßigen Abständen neu aufgegriffen. 1992 verfasste Gerhard Pretzmann das Buch ‚Grundzüge eines ökologischen Humanismus‘. Peter Cornelius Mayer-Tasch sah 2001 im ökologischen Humanismus eine Antwort auf die globale Um- und Mitweltkrise.

„Man mag eine solche Lebensform als differentia specifica eines ökologischen Humanismus sehen, der im zeitlichen Umkreis der Jahrtausendwende reif geworden ist für die Erkenntnis, dass das überkommene humanistische Leitbild von Mitte und Maß nicht nur im Zeichen des - durch eigene Maßlosigkeit verursachten - Verlustes und des - durch die Notwendigkeit zur Korrektur dieser Maßlosigkeit erzwungenen -Verzichtes, sondern auch im Zeichen einer neuen Dimension der Fülle und der Freude gesehen werden kann.“

### International
1983 veröffentlichte der schwedische Historiker Hans Albin Larsson sein Buch Grön idé: ekohumanism (Grüne Idee: Ökohumanismus). Das Konzept fand in der schwedischen Politik einen gewissen Widerhall (z. B. Zentrumspartei).
Der US-amerikanische Professor für Geisteswissenschaften, Religionswissenschaften und Südasienwissenschaften Robert Tapp hat 2002 den Ökohumanismus mutmaßlich ohne Kenntnis der europäischen Vorläufer aus einer eher geisteswissenschaftlich-theologischen Perspektive vorgeschlagen und ihm als Herausgeber einen entsprechenden Sammelband gewidmet. Zu den Autoren, die sich auf Tapps Buch beziehend mit dem Ökohumanismus beschäftigten, zählt William Patterson, der sich um die Differenzierung von Prinzipien und Praxis bemühte. Brian Morris sieht den ökologischen Humanismus als Synonym für Soziale Ökologie und als dritten Weg jenseits von Industrialismus und Antimodernismus eine Tradition, die sowohl die ökologischen Realitäten als auch den ethischen und kulturellen Fundus des Humanismus umfasst.
Der Niederländer Floris van den Berg schlägt 2019 in seinem Buch vor, dass der Humanismus zu einem Ökohumanismus weiterentwickelt werden müsse, der zukünftige Generationen und Tiere einbeziehen müsse.
William Cohen bezieht die ökohumanistische Idee auf ökologische Planung und ein Design im Einklang mit der Natur. Er sieht den Ökohumanismus in der Tradition der Arbeiten des schottischen Planers und Landschaftsarchitekten Ian McHarg, der 1969 das Werk Design with Nature veröffentlichte.

## Verhältnis zum Sozialismus
Politische Akteure, die das Konzept in ihrem Diskurs verwenden, bringen den Ökohumanismus in eine gewisse Nähe zu den Ideologien des Ökosozialismus und Ökokommunismus. Der französische Linkspolitiker Jean-Luc Mélenchon wirbt für einen ökologischen und sozialen Humanismus, einen neuen Humanismus. Laut Damon Mayaffre präsentiere sich der Melenchonismus als 'sozialer und ökologischer Neo-Humanismus' und beanspruche in derselben Bewegung die Aufklärung und die jakobinische Revolution als Vergangenheit, den Sozialismus als Gegenwart und die ökologische Forderung als Zukunft.

## Neuere Entwicklungen
Diverse Autoren betonen das weltanschaulich integrierende Potenzial des Ökohumanismus. Ökohumanismus scheint kompatibel mit verschiedenen nachhaltigkeitsorientierten Weltbildern des globalen Nordens und des globalen Südens. Eine klare Beziehung scheint unter anderem zum Konzept des guten Lebens gegeben, vgl. Sumak kawsay (Kichwa), auch buen vivir, ein ethisches Grundprinzip indigener Gesellschaften des Andenraumes in Südamerika. Michael Onyebuchi Eze wies darauf hin, dass Ökohumanismus auch aus afrikanischer Sicht das ganzheitliche Verhältnis von Mensch und Natur gut beschreibt.

„I use the term humanitatis eco (eco-humanism) to qualify this Africanist view of the environment. What this means is that in the relationship between the human person and nature, neither the human person nor the environment is prior or superior in moral status and recognition. This relationship is holistic. Eco-humanism suggests a dialogic relationship with nature in its particular differences and uniqueness. We are intricately bound with nature, and what affects nature or ecosystems also affects us“

„The modern values reflected in Eco-humanism would be as demanding as those of many religions – respect for other people, no discrimination, respect for science and rational thinking, care for animals, lifestyles and a society that minimises damage to nature, love and care for the natural world“

Pierre Ibisch und Jörg Sommer diskutieren das Konzept im Zusammenhang mit aktuellen Krisen und Umbrüchen wie der Digitalisierung und der Klimakrise; sie fordern eine Weiterentwicklung ökologischen Denkens zu einem radikalen und globalen Ökohumanismus. Sie sehen ein besonderes Potenzial im Ökohumanismus, die soziale mit der ökologischen Frage zu verknüpfen. Eine Weiterentwicklung der Ökologie zu einem radikalen Ökohumanismus könne sie anschluss- und einflussfähig gegenüber den Kräften machen, sich für eine gerechtere Welt einsetzen.

„Ja, es muss ein Primat der Ökologie gelten, denn nur wenn die uns tragenden Ökosysteme funktionieren, werden wir leben und wirtschaften. Ja, die Ökologie ist die Schlüsselfrage der Menschheitszukunft. Aber: Die Antwort auf diese Frage ist ohne eine globale Gerechtigkeitswende nicht realisierbar.“

Am 13. Oktober 2021 erschien das Buch: Das „Ökohumanistische Manifest“ von Pierre Ibisch und Jörg Sommer im S. Hirzel Verlag. Die Autoren setzen dem alten Denken ihre im positiven Sinne radikale Philosophie des Ökohumanismus entgegen. Sie plädieren dafür, unser Denken zu erden: Von der Natur ausgehend zum Menschen hin. Das Buch verknüpft die Akzeptanz der planetaren Grenzen mit dem Ziel einer gerechten Welt – und rückt den Menschen und seine Stärken in den Mittelpunkt der Debatte um die Ökologie und unsere Zukunft.

„Das ökohumanistische Manifest trifft den Kern heutiger Notwendigkeiten. Ich gratuliere!“

„Der Schutz der Natur um ihrer selbst willen stand lange im Mittelpunkt des Wirkens der Naturschützer. Nun begreifen wir mit immer größerer Dringlichkeit, dass es letztendlich um uns geht, um den Fortbestand der menschlichen Zivilisation! Der neue Begriff des Ökohumanismus umreißt umfassend die Herausforderungen unserer Gegenwart, im Bewusstwerden der planetaren Grenzen.“